# طابع السكك الحديدية
طابع سكك الحديد هو طابع بريد يصدر لدفع تكلفة نقل رسالة أو طرد بواسطة سكك الحديد.
لقد صدرت مجموعة كبيرة ومتنوعة من طوابع السكك الحديدية من قبل دول مختلفة ومن قبل السكك الحديدية الخاصة والحكومية. حيث تُعتبر طوابع السكك الحديدية من النوع غير الرسمي أو شبه الرسمي مثل طوابع سندريلا. وصدر أول طابع للسكك الحديدية في إنجلترا في عام 1846 للطرود، وأصدرت بلجيكا طوابع للسكك الحديدية منذ عام 1879.

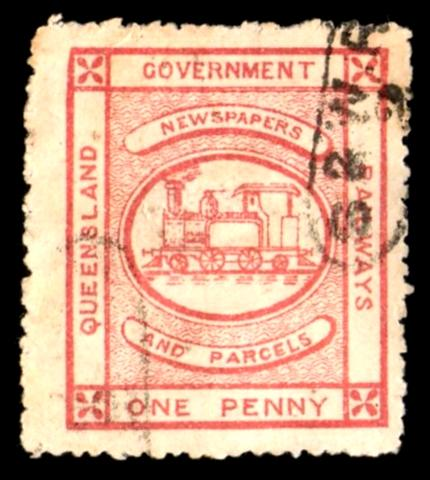
طابع سكك حديد الملكة

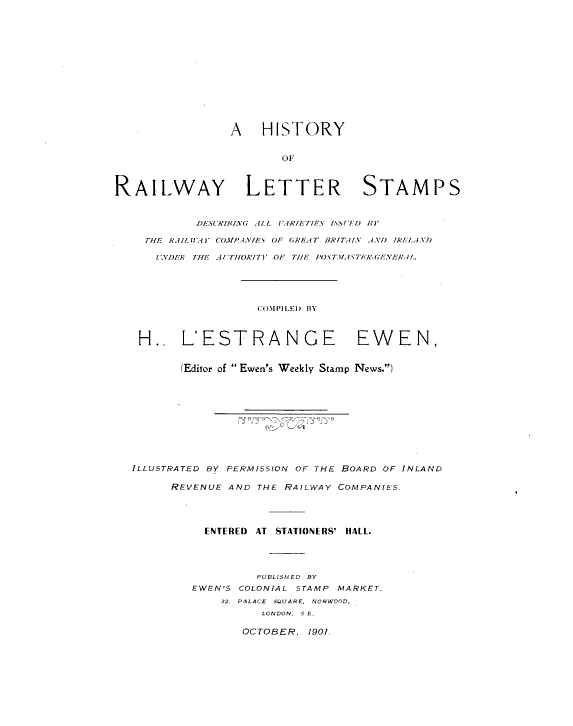
تاريخ طوابع رسائل السكك الحديدية (1901) بقلم لسترانج إيوين

منذ عام 1891، أصدرت شركات السكك الحديدية البريطانية الرئيسية طوابع بريدية لنقل الرسائل بالسكك الحديدية، على الرغم من أن هذه الخدمة توقفت الآن باستثناء بعض الخطوط السياحية الصغيرة.

## طوابع السكك الحديدية في الدنمارك
كانت الدنمارك إحدى الدول التي أصدرت الكثير من طوابع السكك الحديدية المختلفة. ولم يقتصر إصدارها على شركة Danske Statsbaner (السكك الحديدية الحكومية الدانمركية)، بل أصدرتها أيضا العديد من شركات السكك الحديدية المحلية.

## معرض الصور

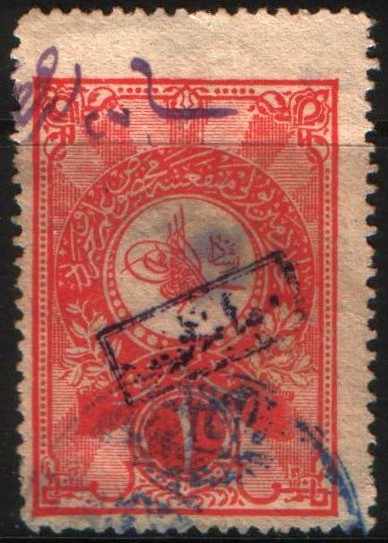
طابع عثماني لرسوم القطارات في الحجاز سنة 1913
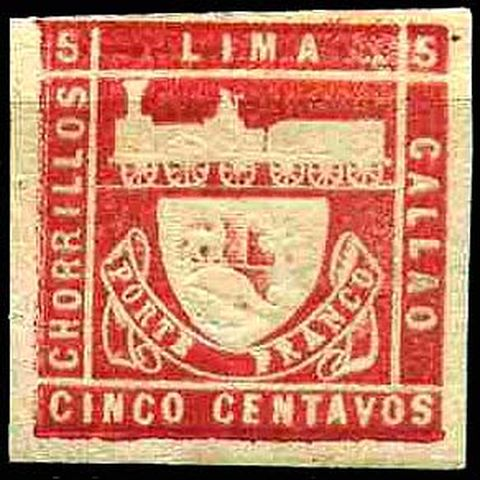
طابع من البيرو من سنة 1871
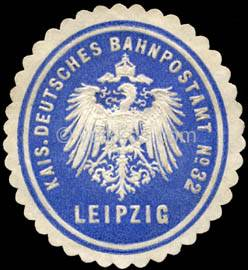
طابع ألماني من مدينة لايبزيغ
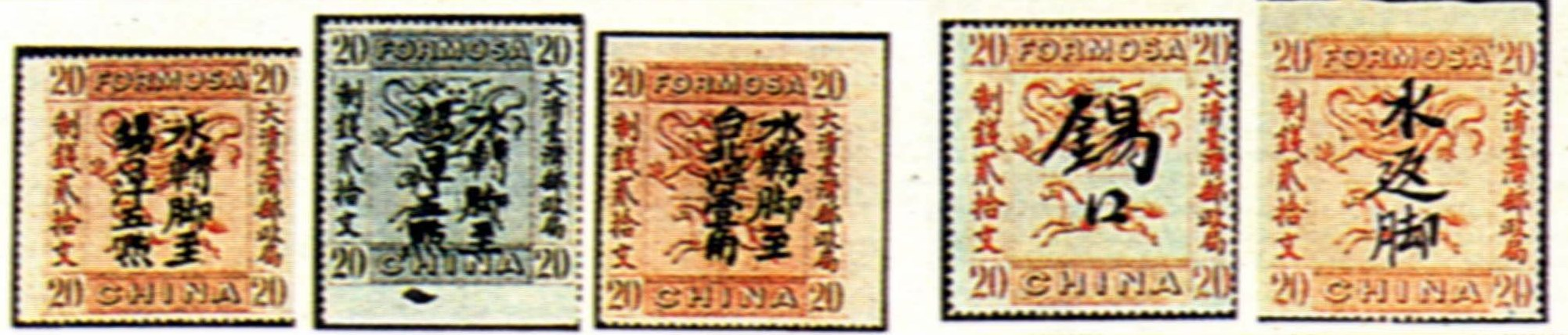
طابع القطارات في تايوان
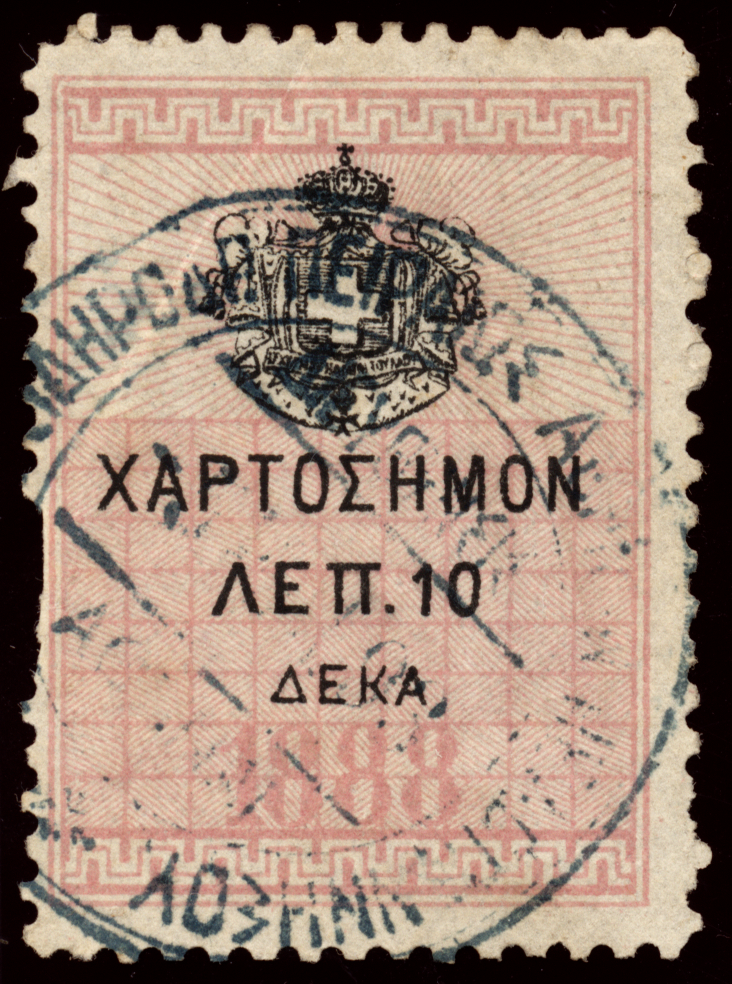
طابع مالي يوناني
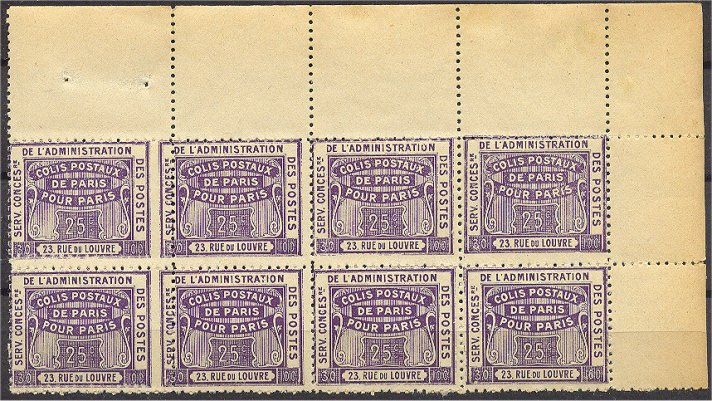
طوابع من فرنسا من سنة 1919
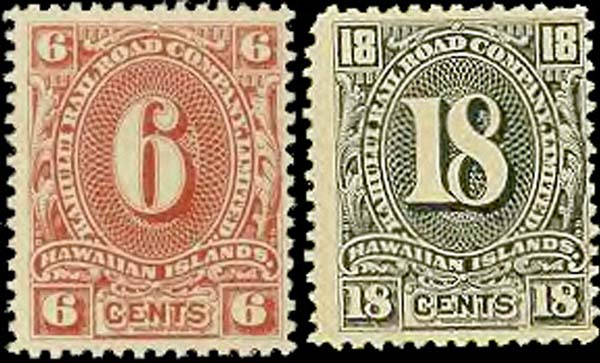
طابعين من هاواي
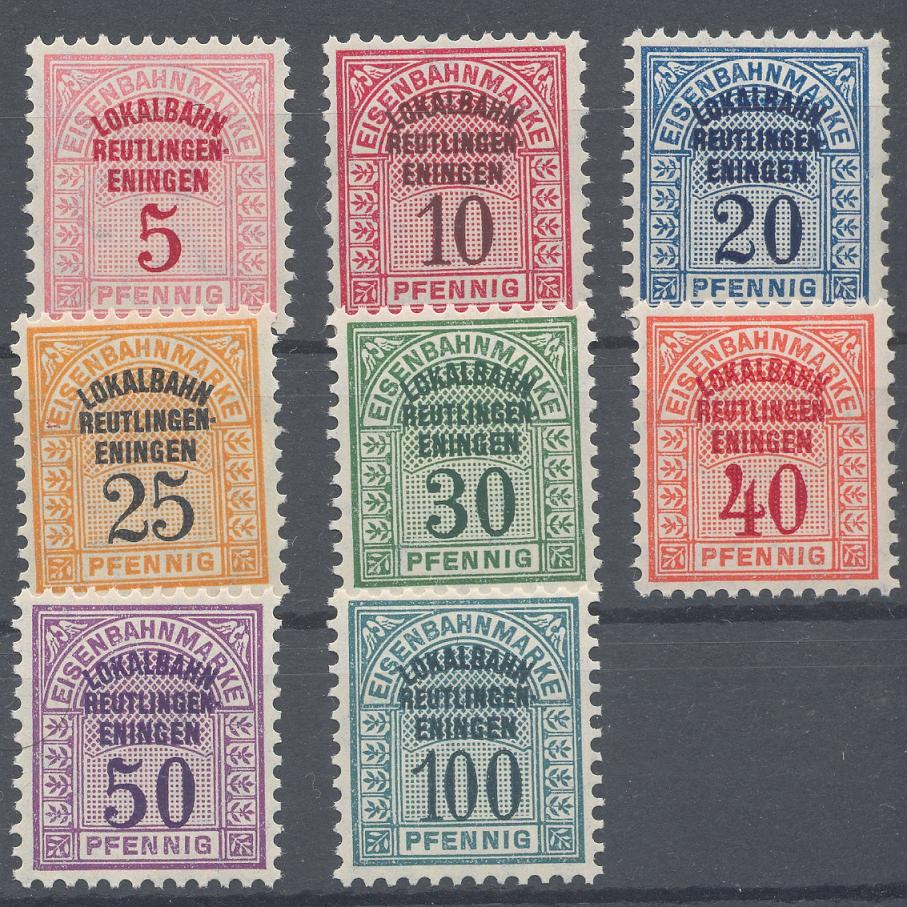
طوابع من ألمانيا
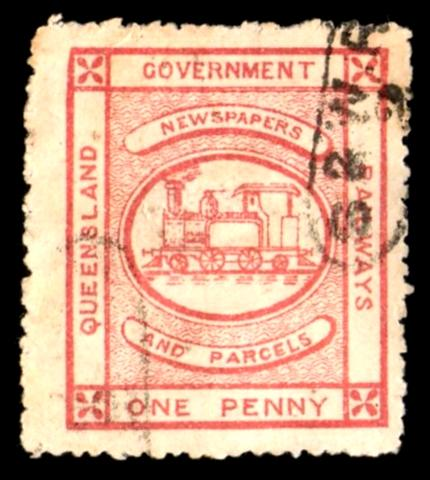
طوابع من كويزلاند في أستراليا
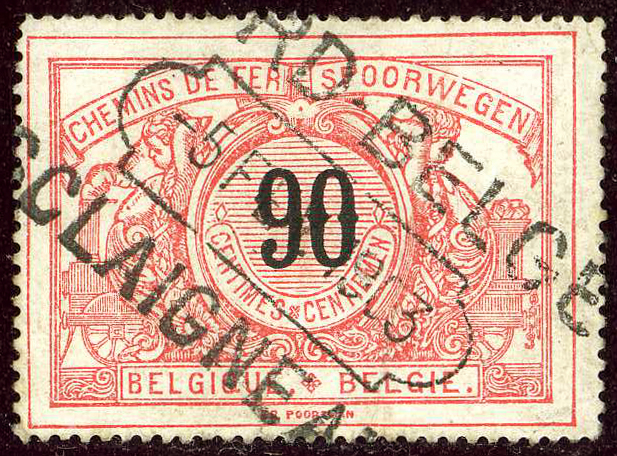
طابع من بلجيكا لسنة 1903
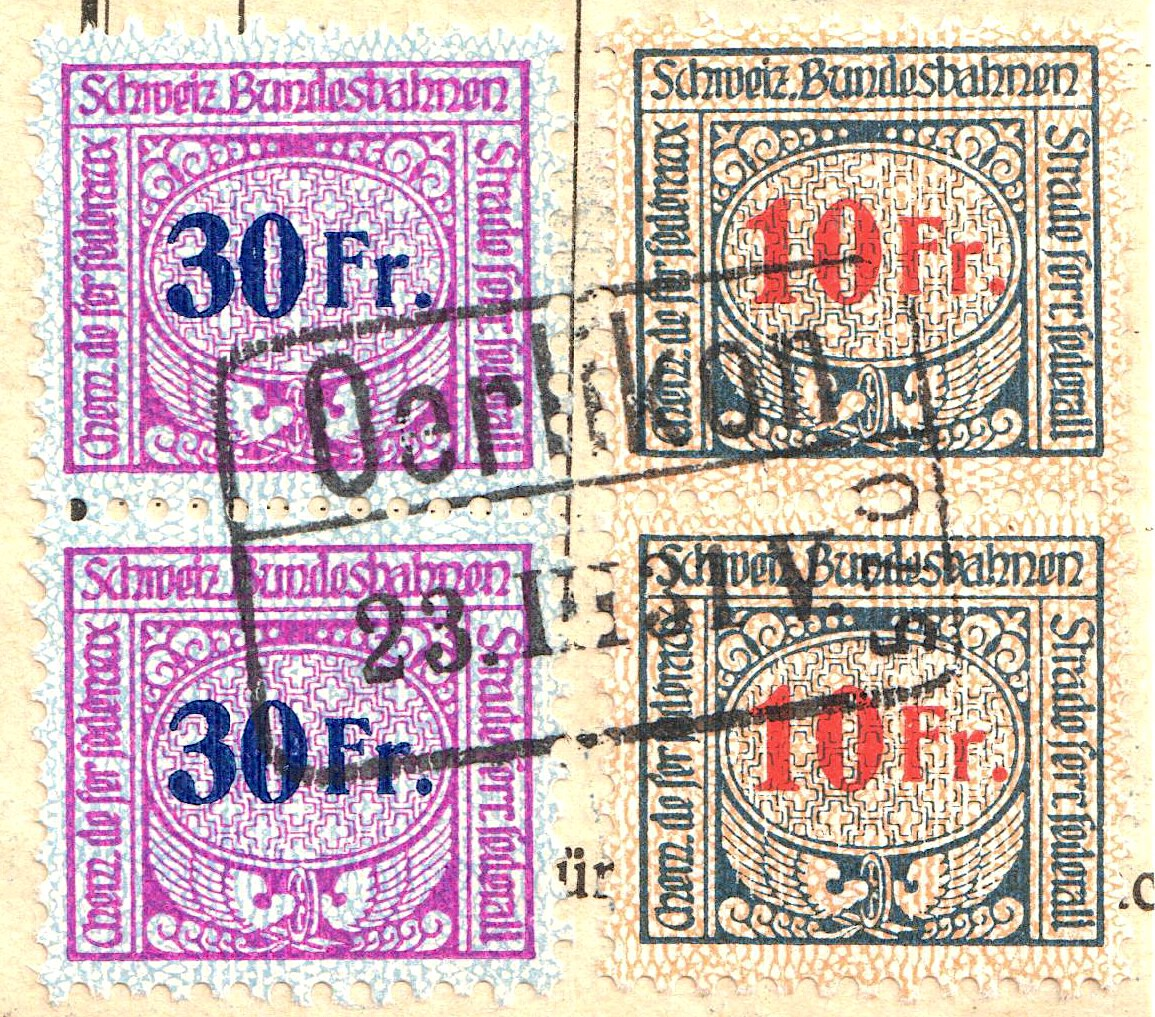
طوابع من سويسرا لسنة 1931
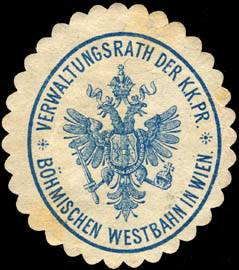
طابع من النمسا